# Капитанская дочка (фильм, 1928)
«Капитанская дочка» («Гвардии сержант») — советский художественный фильм Юрия Тарича по сценарию Виктора Шкловского. Фильм снят по мотивам «Капитанской дочки» Пушкина, однако сценарист решил внести в сюжет значительные изменения. Пётр Гринёв представлен трусливым недалеким недорослем, человеком без достоинств.

## Сюжет
Записки дворянина Петра Андреевича Гринева, посвященные «пугачевщине», в которой офицер Петр Гринев по «странному сцеплению обстоятельств» принял невольное участие...

## В ролях
- Николай Прозоровский — Пётр Гринëв
- Степан Кузнецов — Савельич
- Иван Клюквин — Швабрин
- Ксения Денисова — Маша Миронова
- Борис Тамарин — Емельян Пугачев
- Вера Стрешнева — Екатерина II
- Иван Арканов — Андрей Гринëв, помещик
- Николай Симонов — Григорий Орлов
- Александр Жуков — Иван Игнатьевич
- Пётр Репнин — Миронов
- Клавдия Чебышева — комендантша
- Мстислав Котельников — Чумаков
- Николай Витовтов — Зурин
- Татьяна Барышева —  попадья
- Валерий Плотников — Нарышкин
- Константин Каренин — Потёмкин
- Котельникова Т. — Палашка
- Лев Иванов — Чика